# WWE Draft 2011
De WWE Draft 2011 was de negende editie van Draft geproduceerd door de Amerikaanse professioneel worstelpromotie WWE. De draft (trekking) werd verspreid over twee dagen: de eerste dag was twee uur rechtstreeks op televisie op 25 april en het tweede deel, de "Supplemental Draft", werd gehouden op 26 april. De eerste dag werd uitgezonden op Raw, een maandagavondprogramma van WWE, en de "Supplemental Draft" was beschikbaar op de officiële website van WWE.
Tijdens de liveshow gebeurt de trekking telkens na een wedstrijd.

## Roosterselecties
In dit editie worden er worstelaar(ster)s genomineerd van Raw en SmackDown. 

### Live

#### Matchen
| # | Match                                                                                    | Aantekening                          | Winnaar(s)                             |
| - | ---------------------------------------------------------------------------------------- | ------------------------------------ | -------------------------------------- |
| 1 | Team Raw1 vs. Team SmackDown2                                                            | 20-man battle royal voor 1 trekking  | Team SmackDown                         |
| 2 | Raw: Eve vs. SmackDown: Lyla                                                             | Een-op-eenmatch voor 1 trekking      | Raw: Eve                               |
| 3 | Raw: Sheamus vs. SmackDown: Kofi Kingston                                                | Een-op-eenmatch 1 trekking           | SmackDown: Kofi Kingston               |
| 4 | Raw: Dolph Ziggler vs. SmackDown: Randy Orton                                            | Een-op-eenmatch 2 trekkingen         | SmackDown: Randy Orton                 |
| 5 | Raw: Rey Mysterio vs. SmackDown: Wade Barrett                                            | Een-op-eenmatch 2 trekkingen         | Raw: Mysterio                          |
| 6 | Raw: The Miz, CM Punk & Alberto Del Rio vs. SmackDown: John Cena, Christian & Mark Henry | 6-man tag team match voor 1 trekking | Raw: The Miz, CM Punk, Alberto Del Rio |

1Team Raw: Evan Bourne, Daniel Bryan, Ted DiBiase, Mark Henry, The Great Khali, Vladimir Kozlov, Santino Marella, Mason Ryan, Sheamus en Yoshi Tatsu

2Team SmackDown: Brodus Clay, Kane, Chris Masters, Drew McIntyre, Kofi Kingston, Cody Rhodes, Big Show en The Corre (Wade Barrett, Ezekiel Jackson en Heath Slater)

#### Selecties
| # | Worstelaar(ster) | Van       | Naar      |
| - | ---------------- | --------- | --------- |
| 1 | John Cena        | Raw       | SmackDown |
| 2 | Rey Mysterio     | SmackDown | Raw       |
| 3 | Randy Orton      | Raw       | SmackDown |
| 4 | Mark Henry       | Raw       | SmackDown |
| 5 | Sin Cara         | Raw       | SmackDown |
| 6 | Big Show         | SmackDown | Raw       |
| 7 | Alberto Del Rio  | SmackDown | Raw       |
| 8 | John Cena        | SmackDown | Raw       |

### Supplemental Draft
| #  | Worstelaar(ster) | Van       | Naar      |
| -- | ---------------- | --------- | --------- |
| 9  | Daniel Bryan     | Raw       | SmackDown |
| 10 | Jack Swagger     | SmackDown | Raw       |
| 11 | The Great Khali  | Raw       | SmackDown |
| 12 | Jimmy Uso        | Raw       | SmackDown |
| 13 | Kelly Kelly      | SmackDown | Raw       |
| 14 | JTG              | SmackDown | Raw       |
| 15 | Alicia Fox       | Raw       | SmackDown |
| 16 | William Regal    | Raw       | SmackDown |
| 17 | Yoshi Tatsu      | Raw       | SmackDown |
| 18 | Drew McIntyre    | SmackDown | Raw       |
| 19 | Natalya          | Raw       | SmackDown |
| 20 | Curt Hawkins     | SmackDown | Raw       |
| 21 | Chris Masters    | SmackDown | Raw       |
| 22 | Jey Uso          | Raw       | SmackDown |
| 23 | Kofi Kingston    | SmackDown | Raw       |
| 24 | Ted DiBiase      | Raw       | SmackDown |
| 25 | Tyson Kidd       | Raw       | SmackDown |
| 26 | Tamina           | Raw       | SmackDown |
| 27 | Tyler Reks       | SmackDown | Raw       |
| 28 | Alex Riley       | Raw       | SmackDown |
| 29 | Beth Phoenix     | SmackDown | Raw       |
| 30 | Sheamus          | Raw       | SmackDown |